# Původ světa (film)
Původ světa, ve francouzském originále L'Origine du monde, je francouzská filmová komedie z roku 2020. Režisérem a scenáristou je Laurent Lafitte, pro něž se jednalo o režijní debut a ve snímku taktéž ztvárnil hlavní roli. Jedná se o zfilmovanou adaptaci stejnojmenné hry od Sébastiena Thieryho a název odkazuje ke stejnojmennému obrazu od Gustava Courbeta. V hlavních rolích se kromě Lafitta objevili Karin Viard, Vincent Macaigne, Hélène Vincent a Nicole Garcia. 
Film se dostal do oficiálního výběru filmového festivalu v Cannes v roce 2020. Film měl ve francouzských kinech premiéru 15. září 2020. V lednu 2022 byl film celosvětově distribuován prostřednictvím Netflixu pod anglickým názvem Dear Mother.

## Synopse
Čtyřicetiletý právník Jean-Louis Bordier si při cvičení v posilovně uvědomí, že mu přestalo bít srdce. Přestává cítit puls, ale zůstává při vědomí a zvládá své běžné činnosti bez jakéhokoli znatelného rozdílu. Jeho nejlepší přítel, veterinář Michel, se mu snaží pomoci, aniž by věděl, co má dělat. Jean-Louisova manželka Valérie se poradí se svou koučkou, guru Margaux. Ta přijde s kreativním, ale poněkud netradičním řešením, do něhož zapojí Jean-Louisovu matku.

## Obsazení
| Laurent Lafitte                        | Jean-Louis Bordier     |
| Karin Viard                            | Valérie Bordier        |
| Vincent Macaigne                       | Michel Verdoux         |
| Hélène Vincent                         | Brigitte Bordier       |
| Nicole Garcia                          | Margaux                |
| Pauline Clément                        | prodavačka             |
| Luca Malinowski (hlas: Judith El Zein) | transvestita           |
| Juliette Bettencourt                   | Valentine              |
| Christine Beauvallet                   | Valentinina matka      |
| Benoît DuPac                           | Valentinin otec        |
| Cédric Leffray                         | Jean-Louis v 16 letech |
| Pascal Lifschutz                       | Jean-Louisův otec      |
| Jean-Claude Bohbote                    | pan Gillet             |
| Grégory Gaule                          | záchranář              |